# Ana Caridad Acosta
Ana Caridad Pérez Acosta, mayormente conocida como Ana Caridad Acosta (México, 4 de septiembre de 1960) es una cantante mexicana de ópera.
Conocida por su voz de contralto y su trayectoria en la música clásica.
Durante sus 40 años de carrera artística ha colaborado con diversas orquestas nacionales e internacionales, entre ellas, la Orquesta Sinfónica Nacional de México, Orquesta Sinfónica de Minería, Orquesta Filarmónica de la UNAM y la Orquesta Sinfónica de El Salvador. Ha representado a México en diversos festivales y óperas en Asia, Europa y América.

## Biografía
Nacida en Cortázar, Guanajuato, realizó sus estudios musicales en el Instituto Cardenal Miranda y posteriormente en la Hochschule für Musik de Viena, Austria.
Ha interpretado una variedad de roles en óperas de compositores como Verdi, Puccini, Saint-Saëns, Mozart y otros. Forma parte del grupo Solistas Cantantes de Ópera del Instituto Nacional de Bellas Artes y Literatura y ha participado en festivales internacionales de ópera en Europa, América Latina y Asia.
Entre sus actuaciones, se incluyen su interpretación de Carmen en la ópera homónima de Bizet, Zia Principessa en Suor Angelica de Puccini, Amneris en Aída de Verdi, Ulrica en Un ballo in Maschera de Verdi, y Dalila en la ópera Samson et Dalila de Saint-Saëns.
Acosta sigue activa en la música clásica y ha ofrecido recitales en diversos países. Además, ha expresado su interés en fomentar la música nueva e innovadora y en preservar la integridad de las obras maestras del repertorio operístico.

## Reconocimientos
En Costa Rica, se le nombró Primera Contralto de América. Ganó el Primer lugar por unanimidad en el Concurso de Canto "Carlo Morelli" y en el Concurso Internacional Voces del Pacífico, en Estados Unidos, entre otros.